# Сафронов, Виктор Иванович
Виктор Иванович Сафронов (12 декабря 1933 — 7 января 2015) — советский работник угольной промышленности, Герой Социалистического Труда.

## Биография
Родился в Курмояровском районе станицы Пугачёвской Сталинградской области .
В поселок Шолоховский Ростовской области приехал в 1957 году на строительство шахты «Восточная». По завершении строительства остался работать на шахте проходчиком горного цеха и проработал здесь 33 года, после чего ушёл на пенсию в 1993 году.
Был победителем социалистического соревнования три пятилетки. Опыт работы бригады Сафронова перенимали соседние коллективы Шолоховского угольного района производственного объединения «Ростовуголь».
Проживал в посёлке Шолоховском в Белокалитвенском районе Ростовской области.

## Награды
- Указом Президиума Верховного Совета СССР от 2 марта 1981 года — «за выдающиеся производственные достижения, досрочное выполнение заданий десятой пятилетки и социалистических обязательств, проявленную трудовую доблесть»[2], бригадиру проходчиков шахты «Восточная» объединения «Ростовуголь», Виктору Сафронову было присвоено звание Героя Социалистического Труда с вручением ордена Ленина и золотой медали «Серп и Молот».
- Также награждён ещё одним орденом Ленина, орденом Трудового Красного Знамени и медалями.
- Полный кавалер знака «Шахтерская слава» трёх степеней.
- По случаю 80-летия за большой вклад в социально-экономическое развитие Ростовской области и многолетний добросовестный труд — Губернатор Ростовской области подписал указ о вручении Сафронову медали ордена «За заслуги перед Ростовской областью».[3]

## Память
- На доме, где живёт Герой — установлена памятная доска.